# Jumoke Verissimo
Jumoke Verissimo (sinh ngày 26 tháng 12 năm 1979 tại Lagos) là một nhà thơ và nhà văn người Nigeria. Cuốn sách đầu tiên của cô, với tên gọi I Am Memory, đã giành được một số giải thưởng văn học ở Nigeria. Một số bài thơ của cô được dịch sang tiếng Ý, tiếng Na Uy, tiếng Pháp, tiếng Nhật, tiếng Trung và tiếng Macedonia.

## Cuộc sống
Jumoke được sinh ra ở Lagos. Cô có bằng thạc sĩ về nghiên cứu châu Phi (hiệu suất) từ Đại học Ibadan và bằng cử nhân văn học Anh tại Đại học bang Lagos. Cô đã làm việc như một biên tập viên, biên tập viên phụ, nghề sao chép văn bản và một nhà báo tự do cho các tờ báo lớn như Guardian và NEXT. Jumoke hiện đang sống ở Canada với con gái, nơi cô đang học tiến sĩ.

## Viết lách
Nhật báo Nhân dân  mô tả bộ sưu tập các tác phẩm của cô là "một lập trường táo bạo của nỗi đau và những cảm xúc khác nhau, được trải nghiệm qua sự thờ ơ thô thiển và đạt được tiếng nói chung chung của sự phản kháng của xã hội." The Punch cũng mô tả cô như "một trong những người sẽ thay đổi bộ mặt văn học ở Nigeria", sau cuốn sách đầu tiên của cô, được đón nhận tại quốc gia châu Phi này. Tác phẩm của cô đã xuất hiện trong Migrations (Afro-Ý), Wole Soyinka ed., Voldposten 2010 (Na Uy), Livre d'or de Struga (Poetes du monde, sous le bảo trợ de l'UNESCO) và nhiều tạp chí in ấn và trực tuyến khác nhau. Một số bài thơ của cô được dịch sang tiếng Ý, Na Uy, Pháp, Nhật Bản, Trung Quốc và tiếng Macedonia.

## Phần thưởng va Công nhận
- 2009: Giải thưởng Carlos Idzia Ahmad, Giải nhất cho một tập thơ đầu tiên [3]
- 2009: Giải thưởng Anthony Agbo cho Thơ, Giải nhì cho một tập thơ đầu tiên [3]
- 2009: Hiệp hội đề cập danh dự của Nigeria (Thơ), 2009
- 2012: Người nhận, Học bổng Trung tâm Chinua Achebe, 2012
- 2012: Giải thưởng Mẹ trống xuất sắc, dành cho thơ

## Tác phẩm
- Tôi là ký ức (Thơ) Sách DADA, Lagos, 2008 Mã số: 980-978-088-065-1
- Sự ra đời của ảo ảnh (Thơ ca) FULLPOINT, Nigeria, 2015 Mã số: 97-9-978-946-697-9